# Рахов, Василий Осипович
Васи́лий О́сипович Ра́хов (1861—1928) — российский благотворитель и проповедник.

## Биография
Родился в Архангельске в семье зажиточного горожанина, работал в богатой немецкой торговой фирме, но в возрасте 22-х лет неожиданно оставил службу и родительский дом и отправился в глухую деревню Пинежского уезда, где, переходя из дома в дом, он читал крестьянам православные книги, убеждая их следовать на деле тому, что в них написано, боролся с грубостью и пьянством, а также учил крестьянских детей грамоте и Закону Божию.
Однако по доносу местного священника, которому он показался подозрительным, Рахову было воспрещено оставаться в деревне и он вернулся в Архангельск, но, прожив всего несколько дней дома, Рахов отправился странствовать. Он пешком обошёл юг России, побывал на Афоне, в Палестине и, наконец, прибыл в Одессу. Он поселился на одной из окраин города, где жили рабочие, босяки и нищие. Он пришёл в ужас от нищеты этих людей и однажды в театре во время антракта Рахов обратился к зрителям с горячей речью, в которой, описав нужду и нищету бедняков Одессы, призывал общество немедленно прийти им на помощь. В результате Рахов был задержан полицией и отправлен по этапу из Одессы в Архангельск, где его продержали в тюрьме некоторое время, судили, но оправдали.
Вскоре после этого Рахов опять ушёл на юг и затем, через год вновь был препровожден по этапу на родину уже из Киева. По отзыву тюремщиков и конвойных, бродяги и уголовники, слушавшие его убежденную речь в тюрьмах и на этапах, делались нравственно чище, лучше, иные же «положительно исправлялись».
В Архангельскк Рахов сблизился с беднотой на городских окраинах. «Ежедневно, с раннего утра и до глубокой ночи, посещает он ночлежные приюты и разные трущобы, в которых ютятся бедность, порок, преступление, учит добру, грамотным раздает книги, помогает, где и чем может, мирит ссорящихся».
Особенно много сделал Рахов для бедняков Архангельска во время голода 1892 года. Помимо открытых им столовых, в которых кормились все бедняки и нищие города, а также паломники, направлявшиеся в Соловецкий монастырь, Рахов на одной из бедных окраин города, в Кузнечихе, устроил мастерские, где бедняки занимались столярным и сапожным ремеслами, щипали пеньку, плели коврики и т. д. Он устроил приют на 40 детей, ночлежный дом для бездомных.
Бывали случаи, когда он зимой, встретив где-нибудь босяка или нищего, одетого в дырявое рубище, обменивался с ним одеждой, бывшей в это время на нём. Однажды, встретив нищего, дрожавшего от холода, Рахов снял с себя только что подаренную ему отцом шубу на лисьем меху и надел её на нищего.
В начале зимы 1893 года Раховым были наняты квартиры, где он ежедневно кормил до ста и более человек. «Эти трапезы обыкновенно начинались и оканчивались чтением Евангелия и жития святых, разъяснением их и молитвою. Масса посторонних ходила из любопытства в столовые Рахова единственно для того, чтобы послушать его беседы и чтения. Но так как на устройство этих столовых не было испрошено надлежащего разрешения, то последовало закрытие их».
Тогда Рахов начал ходить из дома в дом, раздавая помощь. Зимой, ранним утром, он выходил со двора с санками, на которых были уложены мука, хлеб, дрова, останавливался у заранее отмеченных им избушек бедняков, оставлял привезенное, и затем удалялся, никем не замеченный. Средства на благотворительность Рахов получал за счёт пожертвований из разных городов. О деятельности Рахова местная газета писала так: «На некоторых лесопильных заводах рабочие, под влиянием Рахова, ежедневно начинают теперь работу общею молитвою, и, по отзыву заводчиков, вы ныне не услышите в их среде ни сквернословия, ни раздоров, ни ругани. Помимо этого у них замечается сильный подъём духа, и само дело от этого выигрывает».
Но в 1894 году были произведены обыски в учреждениях, организованных Раховым и по настоянию местных православных духовных властей против Рахова было возбуждено судебное преследование по обвинению в распространении штундизма. Его дело рассматривались архангельской судебной палатой, и он был оправдан. Однако епархиальное начальство пожаловалось центральным властям и в октябре 1894 года была получена из Петербурга «высочайшая резолюция» императора об отправке Рахова в Суздальскую монастырскую тюрьму.
Через три месяца пребывания Рахова в тюрьме архимандрит донес в консисторию об отсутствии у него каких-либо религиозных «заблуждений» в этом новом обитателе его тюрьмы. Сам Рахов в особом прошении писал о своей невиновности, отец Рахова также обращался с прошением к императору, указав на оправдание его сына судом. Но всё было безрезультатным.
Игумен монастыря Досифей все время давал хорошие характеристики Рахову и в 1898 году определенно высказался за освобождение его. Однако Рахов был лишь переведен из тюрьмы в келью под надзор монастырского начальства. Новая просьба об освобождении Рахова в 1899 году была оставлена без удовлетворения на том основании, что для испытания требуется, по церковным правилам, 10-летний срок. Новый архимандрит трижды безуспешно заявлял в консистории о невиновности Рахова, однако только четвёртое его ходатайство от января 1902 года об освобождении Рахова из монастыря было, наконец, удовлетворено.
Дальнейшая судьба Рахова в точности неизвестна. По рассказам архангельских старожилов (в том числе, умершей в 1998 г. старейшей архангельской монахини Елевферии), в 1920-е годы он приютил в своем доме нескольких монахинь, изгнанных из Сурского монастыря и за это был убит «воинствующими безбожниками».
Могила его находится в глубине кладбища рядом со Свято-Ильинским кафедральным собором. На ней написано: «Здесь покоится тело раба Божия Василия Осиповича Рахова. Скончался 15 мая 1928 года».